# Pont Sami
Le pont Sami (en finnois : Saamen silta, en same du Nord: Sámi šaldi, en norvégien : Samelandsbrua) est un pont à haubans qui relie Utsjoki en Finlande et Tana en Norvège.

## Présentation
Le pont européen situé sur route européenne 75 traverse la rivière Teno entre le comté de Troms et Finnmark en Norvège et la municipalité d'Utsjoki en Finlande.
Le pont est à l'extrémité septentrionale de la route nationale 4, qui commence à Helsinki, la E75 traverse le pont et continue du côté norvégien jusqu'à Vardø.
Ouvert en 1993, le pont mesure 316 mètres de long et sa travée principale est de 155 m.
Auparavant, il y avait un traversier en été et une route de glace en hiver.
Le pont a été conçu par le cabinet SuunnitteluKortes (fi) basé à Oulu.
Le concepteur de la structure du pont, Esko Järvenpää, a reçu le prix de la structure métallique de l'année en 1993 pour son ouvrage.